# Sant Feliu de Barruera
L'església de Sant Feliu de Barruera és l'església parroquial romànica del poble de Barruera, pertanyent al terme municipal de la Vall de Boí. És contemporània de les altres esglésies de l'entorn. Pertany al grup d'esglésies romàniques de la Vall de Boí declarat patrimoni de la humanitat per la UNESCO l'any 2000. Està situada a llevant del nucli del poble de Barruera, fora del sector històric del poble, a la partida de les Gavarreres. La carretera actual els separa.

## Història

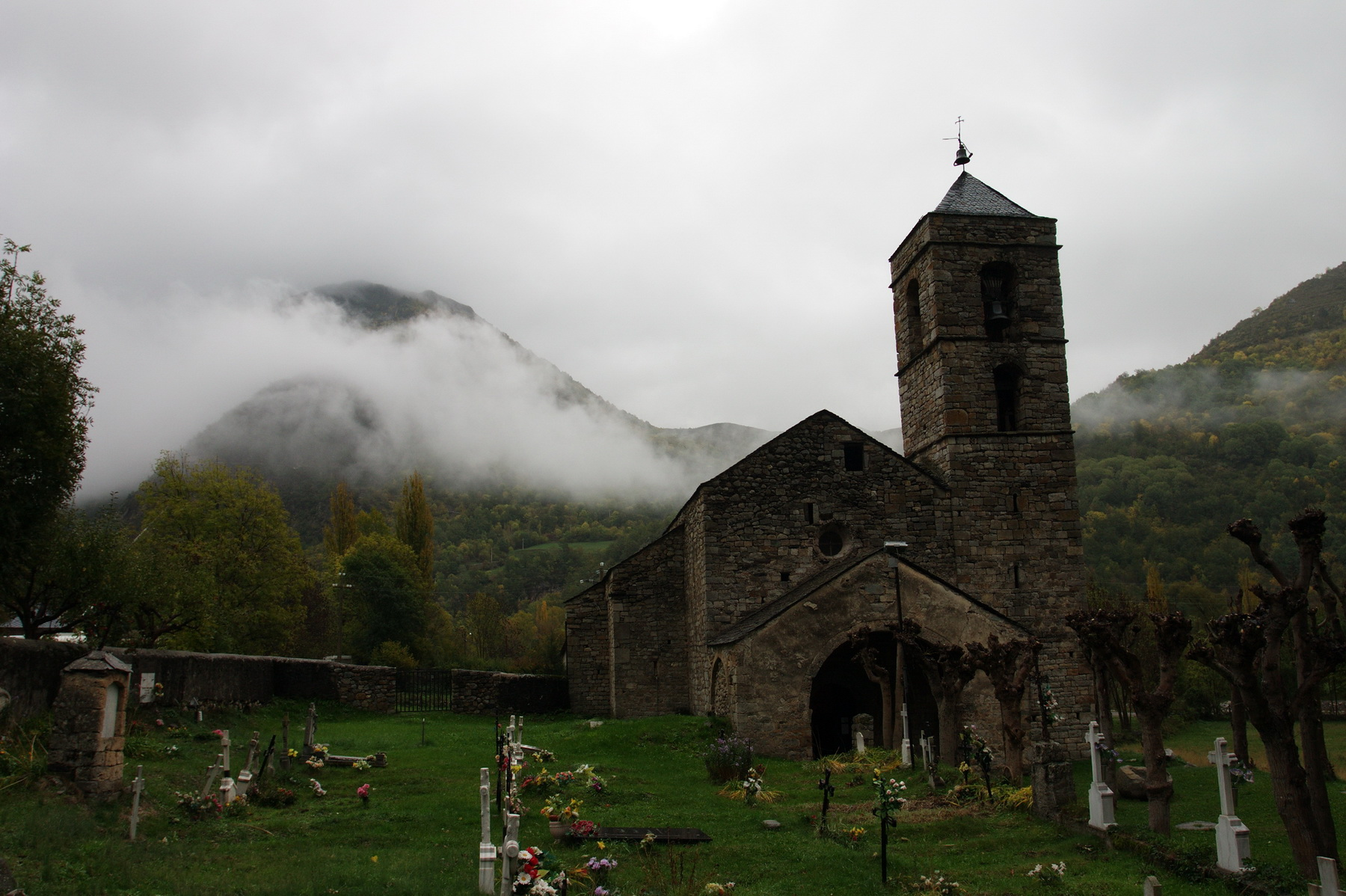
L'església, des de l'oest

Les escriptures dels s. XI-XII on s'esmenten les poblacions de la vall de Boí no fan mai referència a l'organització per parròquies sinó que ho fa per viles, fet que no és gens habitual durant aquest període a la Catalunya Vella. Això, juntament amb el fet que les esglésies en la majoria dels casos estiguin segregades a sectors extrems dels pobles, indica que la implantació de temples no va tenir una incidència massa destacada. I que possiblement les esglésies serien posteriors a la formació dels nuclis de poblament, l'origen dels quals es desconeix. L'estructuració parroquial, doncs, no era encara prou sòlida en els s. XI-XII. Malgrat això l'església de Sant Feliu és esmentada des del segle xi, en documents del monestir de Lavaix.
Documents dels anys 1072 i 1103, per exemple, documenten de diverses maneres (dotacions, sobretot) l'església de Sant Feliu, però sempre de manera indirecta. No és fins al segle xiv que se'n tenen notícies directes segures. L'última part de l'edat mitjana i tot al llarg de l'edat moderna, Sant Feliu de Barruera apareix de forma regular en tota mena de documents. En aquesta documentació es troben constants referències al sistema de co-rectors que regia a la vall de Boí. Es tractava d'uns capellans que havien de ser fills de la vall, i que obtenien el càrrec del bisbe a través de la presentació feta pels regidors i homes destacats dels pobles de la vall. Hi podia haver tants co-rectors com fills de la vall sacerdots pretenguessin i assolissin el càrrec, i si no n'hi havia, quedaven sense cobrir per ningú. Les rendes dels beneficis es repartien equitativament entre els co-rectors que hi hagués, i, si no n'hi havia, els regidors dotaven un o diversos vicaris amb aquells diners; els vicaris, ja no havien de ser fills de la vall. Només un dels co-rectors exercia de rector, és a dir, s'encarregava de la cura de les ànimes dels habitants de la vall; era un càrrec anual, que anaven exercint un rere l'altre.
L'església va ser construïda durant els segles XI i el segle XIII, i constantment afectada per obres successives en els segles posteriors. A la dècada dels setanta del segle xx es feu una intervenció en l'edifici que consistí a enderrocar la sagristia del costat nord, alliberar el folre exterior que amagava la capçalera i modificar les teulades. A més d'enderrocar una capella del costat sud, reconstruir la coberta de l'absidiola sud, repicar tot l'exterior i consolidar el campanar.
La història constructiva del temple de Sant Feliu és molt complexa i difícil de desgranar, atesa la variació del programa originari i la seva continuació amb un projecte completament diferent que alhora ha sofert considerables modificacions. A més, cap a la dècada de 1970 l'edifici va ser objecte d'una restauració per part de la Direcció General de Belles Arts, que va produir nombroses alteracions a la fàbrica, sense deixar-ne cap registre. Raó per la qual a hores d'ara resulta força complicada l'anàlisi completa de la seva evolució.
El 2007 es va dur a terme la restauració arquitectònica i l'accessibilitat interior del campanar.
Les darreres intervencions es van dur a terme dins del programa "Romànic Obert": excavació arqueològica el 2011 i el 2013 es van executar obres d'estintolament d'elements estructurals i eliminació d'humitats i infiltracions d'aigua de les cobertes i dels encontorns.

## Descripció

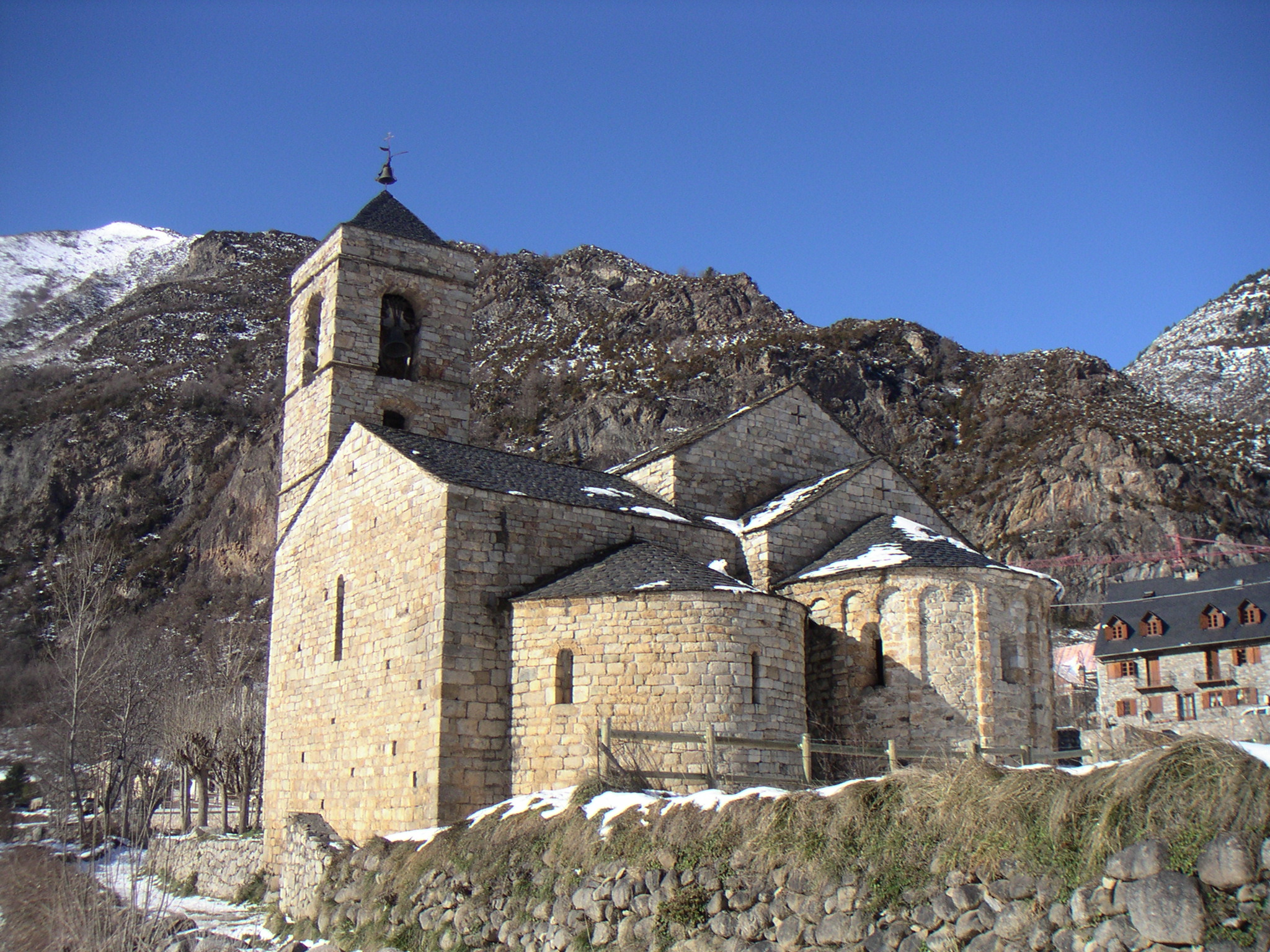
L'església, des del sud-est

Els béns mobles integrants de la declaració de BCIN són dues imatges del Sant Crist de talla policromada; tres frontals d'altar del 1818, realitzats en pintura sobre taula; un frontal d'altar del segle xix, de fusta policromada; una predel·la de fusta tallada i policromada; un forrellat de ferro forjat; un escut de pany de ferro forjat, una clau de pany de ferro forjat, del segle XIX; dos lampadaris de ferro forjat; i quatre campanes de bronze, una de 1641, una de 1767, una de 1784 i l'altra de 1836.

### L'església
L'església de Sant Feliu és un edifici molt transformat. Té una sola nau, està capçat per un absis central semicircular amb decoració exterior d'arcuacions i lesenes. A la banda de migdia sobresurt un braç en forma de transsepte carrat, a llevant del qual s'obre una absidiola semicircular, obra del s. XII, de carreus molt regulars i una franja decorativa llisa a manera ràfec. El transsepte està cobert amb volta de canó i la nau amb volta peraltada amb arcs torals sostinguts per mènsules. La coberta està sobre aixecada respecte del seu nivell original formant un sostre mort. Al costat nord de la capçalera hi havia un cos de planta quadrada que feia les funcions de sagristia i que va ser enderrocat durant la restauració de la dècada de 1970, com també ho fou una capella lateral entre el transsepte i campanar.
Afegides al mur nord hi ha dues capelles de planta quadrada que comuniquen amb la nau per sengles arcs de mig punt. Ambdós recintes estan coberts amb volta de canó perpendicular a la nau. El campanar situat a l'angle sud-oest de l'edifici és una torre de planta quadrada. Té finestrals de mig punt a les dues plantes superiors. La teulada a quatre vessants descansa sobre una estructura piramidal de fusta. A la façana de ponent hi ha el portal amb arc adovellat de mig punt, resseguit per motllures i guardapols (segle XIII-XIV).
Un porxo amb coberta de dos vessants protegeix aquest portal. Els paraments interiors estan repicats a la part de la capçalera, a la part de la nau, però estan arrebossats des d'on arrenca la volta fins baix. El paviment és de còdols formant figures geomètriques a l'absis i capella lateral nord, la resta de l'església manté empostissat de fusta. El cor és un entressolat de fusta situat al tram inferior de la nau.
La porta oberta a la façana de ponent, té davant seu un porxo que l'aixopluga. El porxo s'obre al sud i a l'oest mitjançant arcs de mig punt, i queda tancat al nord, on donava accés a un petit mausoleu, una làpida recorda que era de Casa Pubill. La porta, amb arc de mig punt, està ressaltada per dos nervis extradossats amb una motllura que fa de guardapols. Aquesta mena de portes es donen sobretot en època gòtica, i podria ser fruit d'una remodelació del s. XVI.